# Saison 1966-1967 de la LCH
Saison précédente Saison suivante
La  saison 1966-1967 est la 4e saison régulière de la Ligue centrale professionnelle de hockey. 

## Saison régulière
Les Rangers de New-York déménagent leur club école des Rangers du Minnesota dans l'état du Nebraska, à Omaha. Ils réactivent le nom de l'ancienne équipe des Canadiens de Montréal, créant une deuxième génération des Knights d'Omaha dans la ligue.

### Classement final
Les quatre premières équipes sont qualifiées pour les séries éliminatoires.
| Clt   | Équipe                  | PJ | V  | D  | N  | BP  | BC  | Diff | Pts |
| ----- | ----------------------- | -- | -- | -- | -- | --- | --- | ---- | --- |
| +001, | Blazers d'Oklahoma City | 70 | 38 | 23 | 9  | 233 | 196 | 37   | 85  |
| +002, | Knights d'Omaha         | 70 | 36 | 24 | 10 | 262 | 203 | 59   | 82  |
| +003, | Apollos de Houston      | 70 | 32 | 28 | 10 | 255 | 229 | 26   | 74  |
| +004, | Wings de Memphis        | 70 | 30 | 32 | 8  | 230 | 259 | -29  | 68  |
| +005, | Braves de Saint-Louis   | 70 | 24 | 26 | 20 | 229 | 236 | -7   | 68  |
| +006, | Oilers de Tulsa         | 70 | 14 | 41 | 15 | 183 | 269 | -86  | 43  |

- Qualifié pour les séries éliminatoires

### Meilleurs pointeurs
| Joueur        | Équipe      | PJ | B  | A  | Pts | Pun |
| ------------- | ----------- | -- | -- | -- | --- | --- |
| Art Stratton  | Saint-Louis | 67 | 34 | 56 | 90  | 46  |
| Alex Faulkner | Memphis     | 70 | 28 | 60 | 88  | 32  |
| Paul Andrea   | Omaha       | 69 | 37 | 46 | 83  | 22  |
| Norm Beaudin  | Memphis     | 65 | 39 | 37 | 76  | 32  |
| Larry Mickey  | Omaha       | 63 | 33 | 41 | 74  | 86  |

## Séries éliminatoires de la Coupe Adams

### Arbre de qualification
|  | Demi-finales                              | Demi-finales                    |               |   | Finale de la Coupe Adams        | Finale de la Coupe Adams        |
|  | Demi-finales                              | Demi-finales                    |               |   | Finale de la Coupe Adams        | Finale de la Coupe Adams        |
|  |                                           |                                 |               |   |                                 |                                 |
|  | 1, 2, 5, 8, 10 et 11 avril 1967           | 1, 2, 5, 8, 10 et 11 avril 1967 |               |   | 14, 15, 18, 21 et 22 avril 1967 | 14, 15, 18, 21 et 22 avril 1967 |
|  | 1, 2, 5, 8, 10 et 11 avril 1967           | 1, 2, 5, 8, 10 et 11 avril 1967 |               |   | 14, 15, 18, 21 et 22 avril 1967 | 14, 15, 18, 21 et 22 avril 1967 |
|  | Oklahoma City                             | 4                               |               |   | 14, 15, 18, 21 et 22 avril 1967 | 14, 15, 18, 21 et 22 avril 1967 |
|  | Oklahoma City                             | 4                               |               |   | 14, 15, 18, 21 et 22 avril 1967 | 14, 15, 18, 21 et 22 avril 1967 |
|  | Houston                                   | 2                               |               |   | 14, 15, 18, 21 et 22 avril 1967 | 14, 15, 18, 21 et 22 avril 1967 |
|  | Houston                                   | 2                               | Oklahoma City | 4 |                                 |                                 |
|  | 31 mars, 1, 5, 8, 10, 11 et 12 avril 1967 |                                 | Oklahoma City | 4 |                                 |                                 |
|  |                                           | Omaha                           | 1             |   |                                 |                                 |
|  | Omaha                                     | Omaha                           | 1             | 4 |                                 |                                 |
|  | Omaha                                     |                                 |               | 4 |                                 |                                 |
|  | Memphis                                   | 3                               |               |   |                                 |                                 |
|  | Memphis                                   | 3                               |               |   |                                 |                                 |

### Finale
Les Blazers d'Oklahoma City après avoir remporté le championnat, gagnent leur seconde Coupe Adams en deux ans, en battant  les Knights d'Omaha sur le score de 4 matchs à 1.

### Effectif champion
L'effectif de l'équipe des Blazers d'Oklahoma City sacré champion de la Coupe Adams est le suivant :
- Gardien de but : Gerry Cheevers ;
- Défenseurs : John Arbour, Dick Cherry, Murray Davison, Bob Heaney, Dallas Smith ;
- Attaquants : Brian Bradley, Ron Buchanan, Wayne Cashman, Terry Crisp, Ted Hodgson, Ted Irvine, Ross Lonsberry, Jean-Paul Parise, Jean Pronovost, Glen Sather ;
- Entraîneur : Murray Davison.

## Honneurs remis aux joueurs et équipes

### Trophées
| Trophée                 | Joueur         | Équipe                  |
| ----------------------- | -------------- | ----------------------- |
| Meilleur gardien de but | Gerry Cheevers | Blazers d'Oklahoma City |
| meilleur défenseur      | Mike McMahon   | Apollos de Houston      |
| meilleure recrue        | Serge Savard   | Apollos de Houston      |
| meilleur pointeur       | Art Stratton   | Braves de Saint-Louis   |
| meilleur joueur         | Art Stratton   | Braves de Saint-Louis   |

### Équipes d'étoiles
| Position       | Première équipe | Première équipe       | Deuxième équipe            | Deuxième équipe                        |
| Position       | Joueur          | Équipe                | Joueur                     | Équipe                                 |
| -------------- | --------------- | --------------------- | -------------------------- | -------------------------------------- |
| Gardien de but | Wayne Rutledge  | Knights d'Omaha       | Dave Dryden                | Braves de Saint-Louis                  |
| Défenseur      | John Mizuk      | Braves de Saint-Louis | Al Hamilton                | Apollos de Houston                     |
| Défenseur      | Mike McMahon    | Apollos de Houston    | Serge Savard               | Apollos de Houston                     |
| Ailier gauche  | George Konik    | Knights d'Omaha       | Wayne Maki                 | Braves de Saint-Louis                  |
| Centre         | Art Stratton    | Braves de Saint-Louis | Gerry Melnyk Alex Faulkner | Braves de Saint-Louis Wings de Memphis |
| Ailier droit   | Larry Mickey    | Knights d'Omaha       | Oscar Gaudet               | Braves de Saint-Louis                  |